# 밀양소방서
밀양소방서(密陽消防署, Miryang Fire Station)는 경상남도 밀양시를 관할하는 경상남도 소방본부 산하의 소방서이다.
소방서장은 소방정으로 보한다.

## 조직
| - 소방행정과 - 소방행정팀 - 예산장비팀 | - 예방안전과 - 안전지도팀 - 예방교육팀 - 민원팀 | - 현장대응단 - 구조구급팀 - 대응조사팀 |

## 관할센터 및 관할구역
밀양소방서는 6개의 119안전센터와 1개의 구조대를 산하에 두고 있다.
| 명칭                 | 사진 | 주소                   | 관할구역                                     | 지역대 |
| -------------------- | ---- | ---------------------- | -------------------------------------------- | ------ |
| 교동119안전센터      |      | 밀양대공원로 66        | 내일동, 내이동, 교동, 삼문동, 상동면, 부북면 |        |
| 하남119안전센터      |      | 하남읍 명례로 108      | 하남읍, 초동면                               |        |
| 가곡119안전센터      |      | 용두로 5               | 가곡동, 상남면                               |        |
| 삼랑진119안전센터    |      | 삼랑진읍 삼랑진로 16-3 | 삼랑진읍                                     |        |
| 산동119안전센터      |      | 산외면 산외로 679      | 산외면, 산내면, 단장면                       |        |
| 무안119안전센터      |      | 무안면 사명로 541      | 무안면, 청도면                               |        |
| 밀양소방서 119구조대 |      | 용두로 5               | 경상남도 밀양시 일원                         |        |

## 사건사고
- 2013년 6월 3일 산림청 소속 Ka-32에 급수하던 도중 차량이 급발진해 산림청 소속 기장 1명이 부상당했다.[4]
- 밀양 세종병원 화재 사고

## 같이 보기
- 대한민국 소방청
- 대한민국의 소방
- 대한민국 소방공무원